# لورين تشيشاير
لورين تشيشاير (بالإنجليزية: Lorraine Cheshire)‏ هي ممثلة بريطانية، ولدت في 4 سبتمبر 1958 في Hulme ‏ في المملكة المتحدة.

## وصلات خارجية
- لورين تشيشاير على موقع IMDb (الإنجليزية)
- لورين تشيشاير على موقع قاعدة بيانات الفيلم (الإنجليزية)